# Eurosie de Jaca
Pour les articles homonymes, voir Jaca (homonymie).
Orosia de Jaca, ou Orosie ou Oroise ou Eurosie en français, est une sainte chrétienne, patronne de la Jacetania (capitale : Jaca) et de l'Alto Gállego (deux comarques de la province de Huesca).
Sa fête a lieu le 25 juin en Orient et le 26 juin en Occident.

## Histoire et tradition

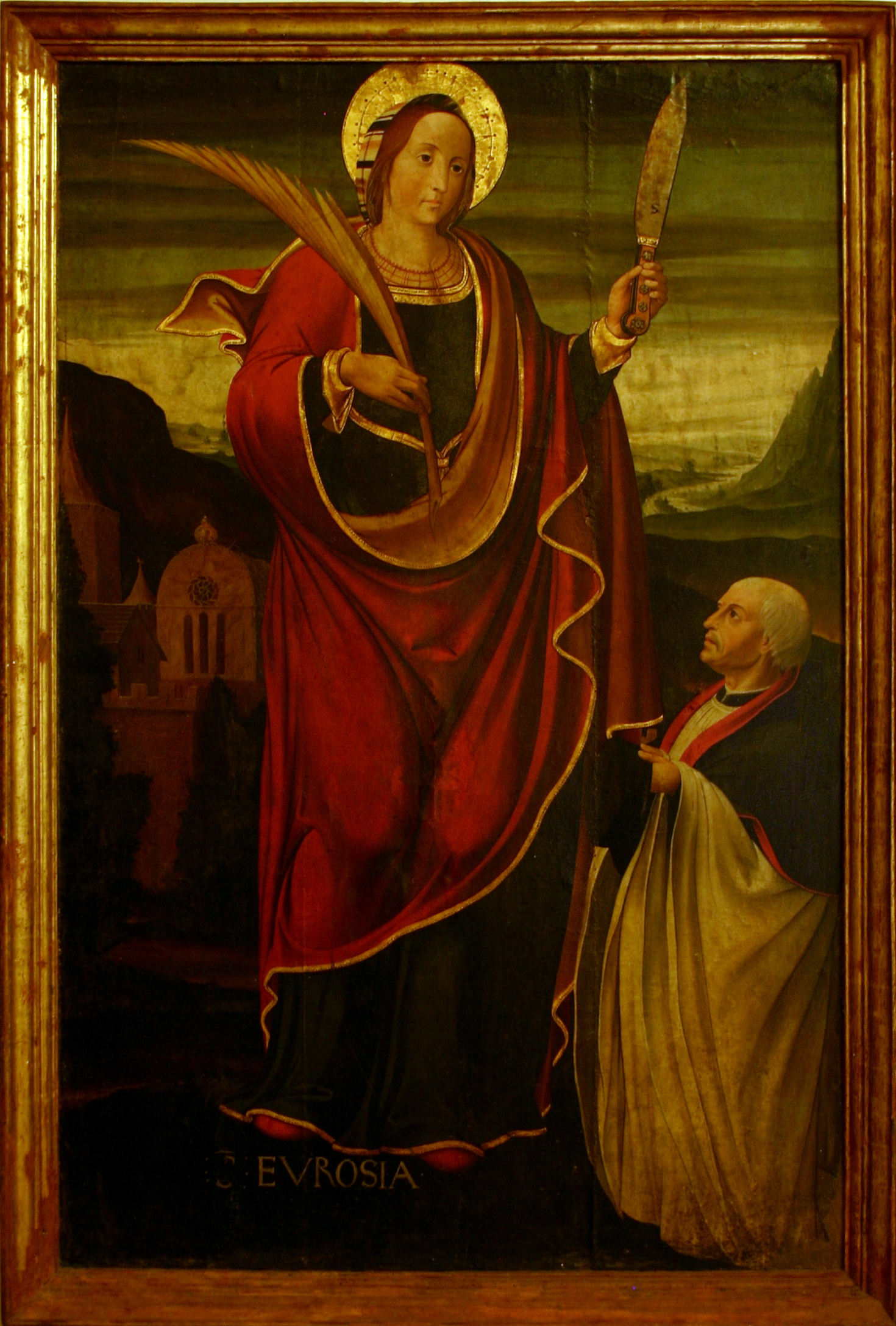
Peinture de sainte Eurosie, musée diocésain de la cathédrale de Tarragone.

La tradition dit qu'Eurosie était une princesse bohémienne venue en Espagne pour être mariée à un prince wisigoth. Selon d'autres versions, elle serait née à Bayonne.
Découverte par des troupes islamiques, leur chef lui proposa le mariage, mais elle refusa, ne voulant pas abandonner sa foi dans le Christ, et fut martyrisée. Elle est décapitée. Des sources miraculeuses jaillissent là où sa tête est tombée. On montre sur le chemin de son oratoire des rochers à cupules qui seraient ses empreintes.
300 ans plus tard, au XIe siècle, elle est apparue à un berger qui gardait son troupeau près de Yebra de Basa, pour lui révéler l'histoire de son martyre et la situation des reliques, en exprimant sa volonté qu'on érige dans ce lieu un ermitage où on vénérerait son chef (sa tête), et qu'on transfère le reste de son corps à la cathédrale de Jaca.
En vertu de son martyre, sainte Eurosie est réputée pour guérir les maux liés à la tête, dont la folie et les maladies mentales.

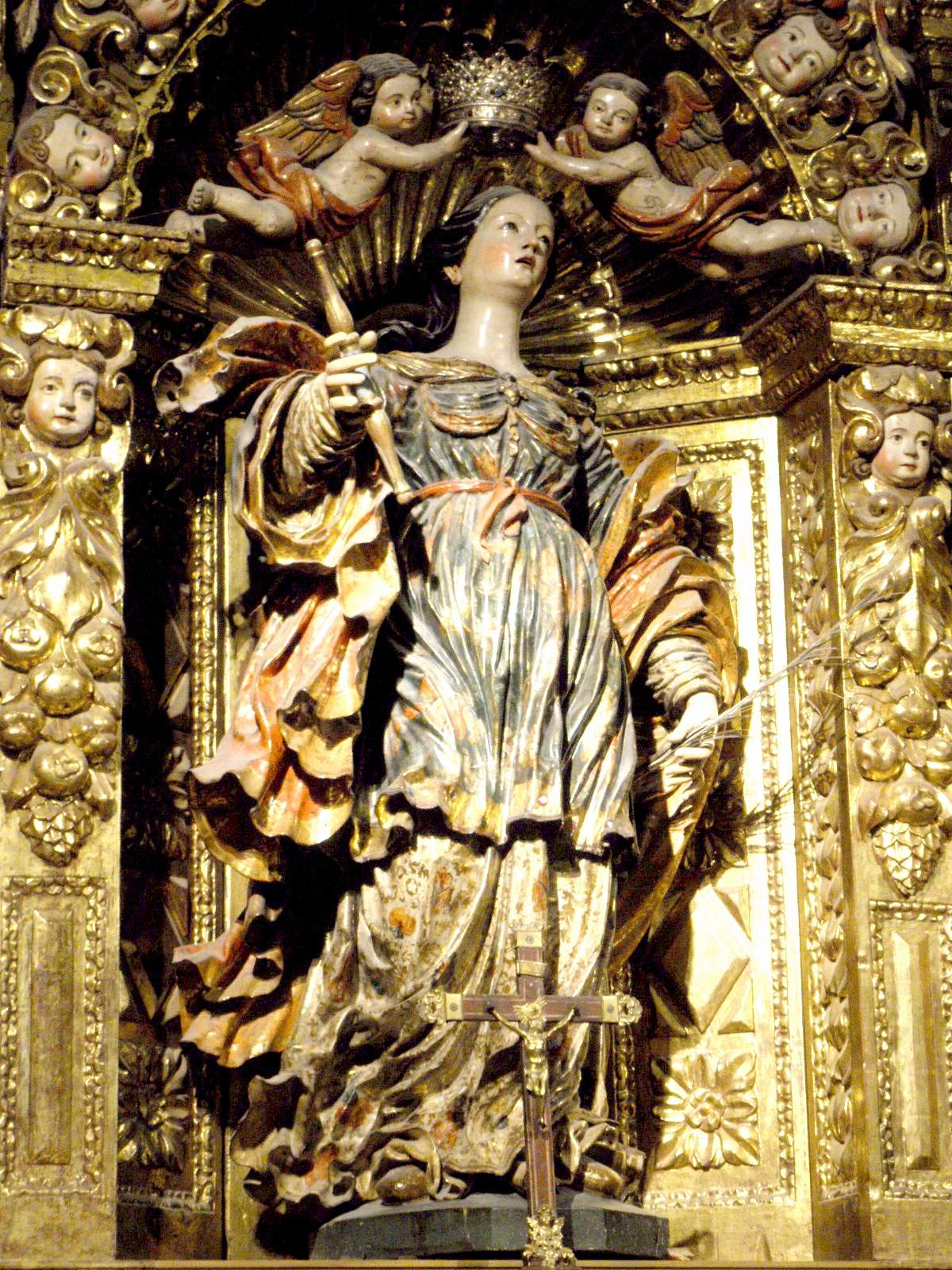
La chapelle Santa Orosia à la cathédrale de Jaca.
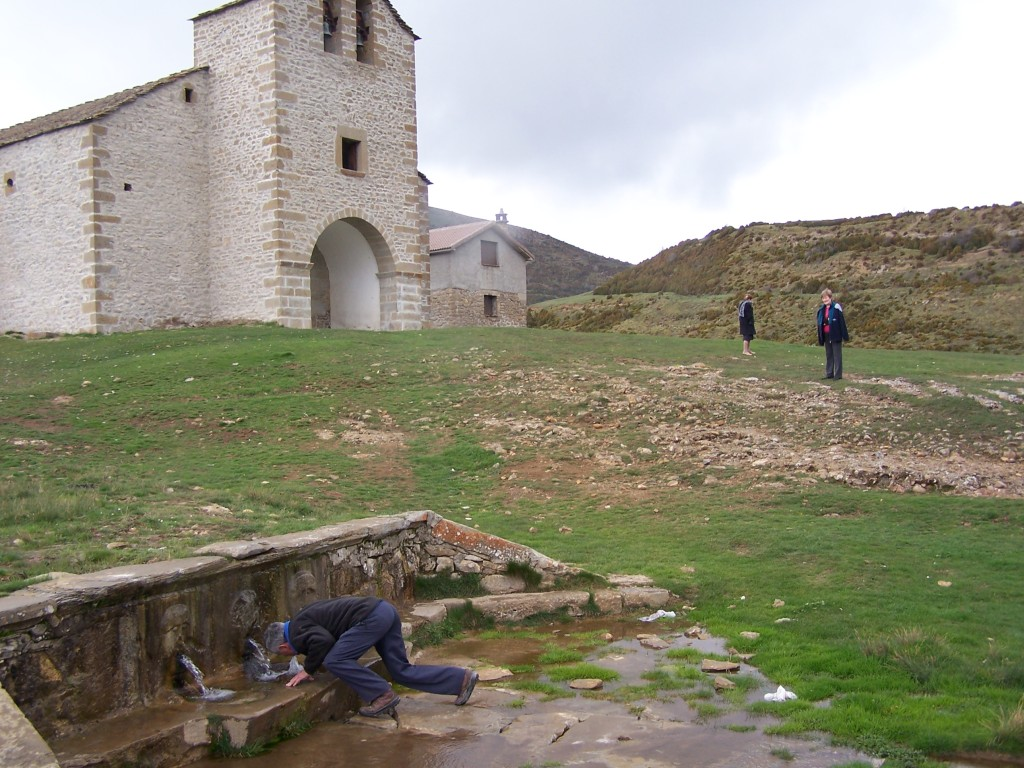
L'ermitage de santa Orosia à Yebra de Basa.